# Kolima
A Kolima (oroszul: Колыма) folyó Oroszország ázsiai részén, Kelet-Szibériában, a Magadani területen és Jakutföldön. Nevét a vidékén kialakított gulagtáborok tették ismertté.

## Földrajz
Hossza: 2129 km, vízgyűjtő területe: 643 000 km2, évi közepes vízhozama kb.: 4000 m3/s. A térség éghajlata szélsőségesen kontinentális, földje nagyobb részt az örökfagy övébe tartozik.
A Cserszkij-hegylánctól délkeletre, az Ohotszk–Kolima-felföldön eredő Kulu és Ajan-Jurjah folyók egyesülésével keletkezik. Kezdetben délkeleti, majd északkeleti irányba tart, fenyvesekkel borított hegyek között, keskeny völgyben folyik. A Felső-Kolima-felföldet elhagyva előbb északra, majd a Korkodon folyó torkolatától nyugatra fordul; völgye egyre szélesebb, partja alacsonyabb lesz, lassan kiér a Kolimai-alföldre. Itt nagy ív alakú kanyarral északkeletre fordul, és csaknem végig ebben az irányban halad. Az északi sarkkörön túl bal partja mentén és onnan nyugat–északnyugatra végig a lapos, mocsaras Kolima-alföld húzódik, felszínén sok ezer kis tóval és mohás-zuzmós tundrával; jobb partján a Jukagir-felföld peremének dombjai sorakoznak.
A tengerhez közeledve egyre több és egyre nagyobb szigetet alkot, itt veszi fel két legnagyobb mellékfolyóját, medre kiszélesedik; keletre, majd északra fordul és deltatorkolattal, három főágat képezve ömlik a Kelet-szibériai-tenger Kolimai-öblébe.
Alsó szakasza szeptember első felétől, felső szakasza a hónap végétől befagy. Az olvadás a felső szakaszon május közepén, az alsón a hónap végén kezdődik, de északon, a torkolat környékén előfordul, hogy a folyót 9 hónapon át jégpáncél fedi. Tavasszal a kialakuló jégtorlaszok  különösen az alsó szakaszon hatalmas árvizeket okoznak, melyek időben gyakran elhúzódnak. Nyáron a folyó vízszintje alacsony, de erősen ingadozó, és a nagyobb esőket ilyenkor is áradások követik.

### Mellékfolyók
A Kolima és az Ohotszki-tenger közötti fő vízválasztó a Kolima-hegység. Itt és az Anjuj-hegységben erednek és jobbról ömlenek a Kolimába legnagyobb mellékfolyói:
- Jobb oldali folyók
  - a felső szakaszon: Bujunda (434 km);
  - a középső szakaszon: Baligicsan (400 km), Szugoj (347 km), Korkodon (476 km);
  - az alsó szakaszon: Omolon (ez a legnagyobb mellékfolyó, hossza 1114 km, vízgyűjtő területe 113 000 km2) és a torkolat közelében beömlő Nagy-Anyuj (693 km, mellékfolyója a Kis-Anyuj, 738 km; vízgyűjtő területük együtt 107 000 km2).
- Bal oldali jelentősebb mellékfolyók a középső szakaszon: a Jaszacsnaja (490 km) és az Ozsogina (523 km).

## Települések, ásványi kincsek
- Szrednyekolimszk, 3500 fő (2002), a folyó alsó szakaszának kisebb városa.

A Felső-Kolima több mellékfolyójának (Ajan-Jurjah, Bujunda, Bjorjoljoh, Taszkan, Gyebin) völgyében gazdag aranylelőhelyek találhatók, a vidék kőszén- és ólombányászata is számottevő.

## Vízerőművek
A folyó felső szakaszán, Gyebin falu fölött, Szinyegorje településnél 900 MW teljesítményű vízerőművet létesítettek, építése 1970-en kezdődött és 1996-ban lényegében befejeződött. Az erőmű az aranykitermelő körzetek és a Magadani terület villamosenergia-ellátását biztosítja. Víztározójának területe 440 km², teljes vízbefogadó képessége 14,5 km³.
Ugyancsak a felső szakaszon, Uszty-Szrednyekan településnél 1990-ben újabb, kisebb vízerőmű építése kezdődött, befejezése 2016-ban várható. A tervek szerint az erőmű teljesítménye 550 MW, a víztározó területe 265 km² lesz.

## Történelem
Kolima neve nemcsak aranybányáiról, hanem a Gulag munkatáborairól is ismert. Bár Szibéria zord éghajlata alatt sok helyen voltak munkatáborok, a Kolima vidéke mégis fogalommá vált. A foglyok szenvedéseiről és az itteni körülményekről az igazságot csak a 20. század vége felé ismerhette meg a világ, többek között Varlam Salamov saját élményei alapján írt Kolimai történetek című novellaciklusából.